# トムとジェリーの大冒険
『トムとジェリーの大冒険』（トムとジェリーのだいぼうけん、原題: Tom and Jerry: The Movie）は、1992年に公開された、アメリカのミュージカル・冒険・アニメ映画である。日本では、1995年に公開された。

## 概要
フィル・ローマンが制作、編集、監督を務めた。ターナー・ピクチャーズ・ワールドワイド・ディストリビューションによってドイツで公開され、アメリカ合衆国ではミラマックスとライヴ・エンターテイメントによって公開された。日本では、松竹と松竹富士によって公開された。
猫とネズミの二人組、トムとジェリーが主役の長編映画であり、また彼らの作品の中で初めてかつ唯一広く劇場版で公開された映画である。また同時にこの作品は二匹にとって映画の世界への34年ぶりの復帰も兼ねていた。初期のいくつかの作品のように、本作ではトムとジェリーは人間の言葉で会話をするが、このコンセプトは後の映画やテレビ番組には引き継がれていない。
本作は、協力者のウィリアム・ハンナとともに「トムとジェリーの大冒険」を作った人物であるジョセフ・バーベラがクリエイティブコンサルタントをつとめた映画であり、1996年7月15日に亡くなったデイナ・ヒルの生前の最後の作品となった。
この映画は、350万ドルの製作費に対し360万ドルしか売り上げられなかったなど興行収入の面では失敗に終わった。

## ストーリー
トムの飼い主は、引っ越し先の新居へ向かうための準備を進めていた。トムは車の後部座席で居眠りしていたが、ジェリーがいることに気付き、いつもの追いかけっこが始まる。そうしているうちに飼い主は車を出してしまい、トムとジェリーは置き去りにされてしまった。翌日、クレーン車がやってきて家の取り壊し作業を始める。一度は家から逃げだしたトムだったが、残してきたジェリーが心配になり引き返す。
家をなくした二匹は食料と住まいを求めてさまよい歩いたが、何も見つけることはできない。その夜、彼らは小道で野良犬のパグジーとその友達のノミのフランキーに出会う。トムとジェリーはそれぞれ自己紹介をし、お互いが言葉を喋れたことを知って驚く。 パグジーとフランキーは、二匹に「二匹きりでこの場所で生きてゆくことは難しい。自分たちの仲間にならないか」と勧めた。トムとジェリーは誘いに乗り、パグシーたちの仲間になる。パグジーはゴミ箱の中の残飯を集めて「ビュッフェ式の食事」を振る舞おうとするが、そこに野犬捕獲人が現れ、パグジーとフランキーは連れ去られてしまう。その後、トムは野良猫たちに襲われるがジェリーに助けられる。 
トムとジェリーはそれからロビン・スターリングという少女に出会う。ロビンは幼い頃に母親を亡くし、父親のピーターはチベットに出かけ、雪崩に巻き込まれ行方不明になった。それからは意地悪な叔母のプリスティン・フィッグと二人で暮らしていた。フィッグはロビンを屋根裏で寝かせ、大事にしていたロケットペンダントを投げ捨てるなど酷烈な扱いをし、さらには下劣な弁護士のリックブートと手を組んでスターリング一家の財産を根こそぎ奪おうと目論んでいた。あまりの扱いに耐えきれなくなったロビンはついに家を飛び出したのだった。家がないことのつらさを知っているトムとジェリーは、フィッグも心の底ではロビンを心配していると確信し、彼女を家に帰るように説得しようとする。
そのころ、ロビンの失踪にショックを受けたフィッグは、地元警察官にロビンの捜索を依頼する。しかし、いったん警官が帰ってしまうと、元の冷酷で自分勝手な人柄に戻ってしまう。ロビン、トム、ジェリーは警察に発見され、フィッグの家に届けられる。当初はトムとジェリーが自宅にいることを許したフィッグだったが、犬のファーディナンドとのドタバタでキッチンをめちゃくちゃにされたことに怒り、ドクター・アップルチークが経営する劣悪な環境の動物収容施設に二匹を無理やり連れていく。アップルチークはまた、フランキーたちを捕まえた二人の野犬捕獲人の雇用者でもあった。トムとジェリーはそこでパクジーとフランキーに再会し、ドルーピーら収容所の犬たちの助けを借りてなんとか脱出に成功。ロビンとの再会を果たす。その後、ロビンは電報で父親が生きていることを知り、トムたちとともに父を探しに出かける。ロビンたちが家から脱走したことを知ったフィッグはピーターから資金を得て独自に捜索しようとするが、ピーターは娘の安全が確保されるまでフィッグへの資金提供を打ち切ることを決めていた。結局リックブートの案でロビンに100万ドルの懸賞金（方便であり、実際に払うつもりはなかった）をかけて探すことにした。一方、ピーターは娘が自宅から逃亡したことを知り、すぐに彼女を探すためアメリカに引き返すのだった。
トムたちはいかだに乗って進んでいたが、船に衝突しいかだは大破、ロビンともはぐれてしまう。ロビンは地元の遊園地の所有者、キディー船長と喋る手踊り人形のスクウォークによって助けられる。しかし、フィッグたちが手配した広告を見ていた二人はフィッグに「ロビンが見つかった」と連絡する。その後、キディーたちは身代金を手にするために観覧車でロビンを罠にかけ捕まえる。アップルチークはその電話の会話を盗み聞きし、一番初めにロビンのもとにつくためのレースが始まった。しかし、トラックで追いかけている途中、アップルチークが二人の野良犬捕獲者にロビンにかけられている賞金を分け与えることを拒んだので、彼らはアップルチークをトラックから放り出した。が、アップルチークはアイスクリーム屋の車を乗っ取る。トムとジェリーはちょうどフィッグとアップルチークが到着したときに遊園地でロビンを見つけた。トムとジェリーとロビンは野良犬捕獲者を観覧車で罠にかけてとらえ、蒸気船に乗ってフィッグ、アップルチーク、リックブート、キディーに追われながら川を上って逃げた。結局フィッグとリックブートの乗っていた1955年製のオースチン・ヒーリー100は農場の泥にはまってしまった。彼らはいったん抜け出したものの、ペットのファーディナンドのローラーボードをひきずりながら橋を渡ったことで橋が壊れたため、彼らのうしろから車で追っていたアップルチークは川に落ち、ボートでロビンたちを追いかける途中で橋の下を通過していたキディーとスクウォークに衝突した。ついにトムとジェリーとロビンはロビンとその父のものである古い夏用の丸木小屋についた。しかし、彼らは無理やりロビンを家につれ帰そうとするフィッグとリックブートの待ち伏せを受ける。抵抗するロビンと、ロビンを強引に連れ帰そうとするフィッグとリックブートの争いの結果、石油ランプが壊れ、家が燃え始め、山火事のようになってしまう。トムとジェリーは屋根の上に登りロープでロビンを家の中から救出する。そしてフィッグとリックブートは彼ら自身につまずきよろめいて、ファーディナンドが運転するボートの見晴らし台に落ちていった。
最終的にその小屋が焼け落ちるとき、ロビンの父親がヘリコプターで到着し、ロビンを救助した。しかしその小屋が倒壊する前にトムとジェリーのところに行くことはできなかった。しかし二匹はその倒壊から生き残り、ロビンとその父親とともに彼らの家に住むために連れていってもらえた。パグシーとフランキーはこの出来事を新聞で見て最終的にトムとジェリーが友情を見いだしたことに満足した。しかし家ではロビンとピーターが見えなくなるとすぐに、トムとジェリーは彼らの友情ができすぎたものであることを喜びのうちに気づきつつ、いつものように追いかけっこを再開するのだった。

## オリジナルキャラクター
パグジー、フランキー
裏路地にすむ犬とノミのコンビ。トムとジェリーと知り合い、友達になる。
ロビン・スターリング
作品のヒロイン。
フィッグおばさん
作品のメインヴィラン。
リックブート

アップルチーク

## キャスト
| 役名                 | 原語版声優             | 日本語吹き替え |
| -------------------- | ---------------------- | -------------- |
| トム                 | リチャード・カインド   | 堀内賢雄       |
| ジェリー             | デイナ・ヒル           | 堀絢子         |
| ロビン・スターリング | アンディ・マカフィー   | 篠原涼子       |
| フィッグおばさん     | シャーロット・レイ     | 小林幸子       |
| リックブート         | トニー・ジェイ         | 北村弘一       |
| ファーディナンド     | マイケル・ベル         | 辻親八         |
| アップルチーク       | ヘンリー・ギブソン     | 富田耕生       |
| アップルチークの子分 | マイケル・ベル         | 辻親八         |
| アップルチークの子分 | シドニー・ラシック     | 島香裕         |
| パクジー             | エド・ギルバート       | 滝口順平       |
| ロビンのパパ         | エド・ギルバート       | 石丸博也       |
| フランキー           | デイビット・ランダー   | 佐々木望       |
| キディー             | リップ・テイラー       | 安西正弘       |
| スクウォーク         | ハワード・モリス       | 龍田直樹       |
| ドルーピー           | ドン・メシック         | 中沢みどり     |
| トムの飼い主         | B. J. ウォード         | 中沢みどり     |
| 引越し屋さん         | グレッグ・バルソン     |                |
| おまわりさん         | ティーノ・インサーナ   |                |
| 路地の猫たち         | レイモンド・マクロード | 宝亀克寿       |
| 路地の猫たち         | ミッキー・ムーア       | 島香裕         |
| 路地の猫たち         | スコット・ウォヤーン   | 安西正弘       |

その他：幹本雄之、淀康三

## ミュージカルの曲目
1. "Friends to the End"（いつも仲良し、陽気なコンビ） - パクジー、フランキー、トム、ジェリー（声:エド・ギルバート、デイビッド・ランダー、リチャード・カインド、デイナ・ヒル / 滝口順平、佐々木望、堀内賢雄、堀絢子）
2. "What Do We Care? (The Alley Cats Song)" （ノラ猫ソング） - 路地の猫たち（声:レイモンド・マクロード、ミッキー・ムーア、スコット・ウォヤーン / 宝亀克寿、島香裕、安西正弘）
3. "Money Is Such a Beautiful Word"（お金は命） - フィッグ、リックブート（声:シャーロット・レイ、トニー・ジェイ / 小林幸子、北村弘一）
4. "God's Little Creatures" （動物バンザイ！） - アップルチーク（声:ヘンリー・ギブソン / 富田耕生）
5. "I Miss You (Robyn's Song)" （パパを思って） - ロビン（声:アンディ・マカフィー / 篠原涼子）
6. "I've Done It All"（スターに乾杯） - キディー、スクウォーク（声:リップ・テイラー、ハワード・モリス / 安西正弘、龍田直樹）
7. "Finale (Friends to the End)"（フィナーレ）
8. "I Miss You (End Title)" - ステファニー・ミルズ（英語: Stephanie Mills）
9. "All in How Much We Give"（あふれる愛） - (歌:ステファニー・ミルズ（英語: Stephanie Mills） / 小林幸子〈LD・VHS版のみ収録〉)

## 反響

### 批評と議論
1940、50年代のいくつかのアニメ作品においてトムとジェリーが人間の言葉で交わす場面は存在したものの、本作は普段言葉をしゃべらないトムとジェリーが対話をしている点に対して極めて否定的な批評を受けた。 雑誌バラエティの ジョゼフ・マクブライドはこう述べている。「トムとジェリーのおしゃべりは、『アンナ・クリスティ』の「ガルボがしゃべる！」という惹句に匹敵するものとして映画の歴史に名を刻むことはないだろう」。ロサンゼルスタイムズのチャールズ・ソロモンは映画の曲を批判し、またフィル・ロマンを演出について酷評した。ワシントンポストのハル・ヒンソンは猫とネズミの間の会話に苦言を呈し、声がトムとジェリーのキャラクターに適していないと言った。
また、ヒンソンは「ミュージカルの曲が過度に快活で陽気すぎるので忘れられやすい」とも言っている。ジーン・シスケルとロジャー・イーバートはSiskel & Ebertという番組でこの映画に二つ星を与え、アニメーション、見かけと元のアニメから引き継いだ正確な芸術的デザインを賞賛した。その一方で二人はトムとジェリーが会話をすること、昔の漫画に比べてドタバタ喜劇が少ないこと、そして物語がつまらないことはよくないとし、さらにはトムやジェリーよりもロビンがより目立ってしまっていたことにまで言及した。
しかし、ニューヨーク・タイムズのヴィンセント・キャンビーは肯定的な見解をこの映画に寄せている。キャンビーはヘンリー・マンシーニの映画音楽とミュージカルの曲目をほめている。キャンビーは後にこう言い続けている。「トムとジェリーの大冒険のキャラクターは魅力的だ」。2015年の4月の映画レビューをまとめているサイトであるRotten Tomatoesにおける11件の批評に基づくと批評家の18％が肯定的な見解を示している。

### 興行収入
この映画は1993年の7月30日にアメリカ合衆国とカナダで初公開された。その公開と同じ週に『ライジング・サン』、『ロビン・フッド/キング・オブ・タイツ』そして『ハネムーンは命がけ』が公開された。公開してから14週目の週末の時点で、北アメリカで3,560,469ドルの興行収入を得た。そしてそれは財政的に失敗作であった。

## サウンドトラック
サウンドトラックのアルバムは1992年にMCAレコードによって発売された。それにはヘンリー・マンシーニが作曲した映画での歌と歌詞のない楽曲がどちらも含まれている。
| #   | タイトル | 作詞 | 作曲・編曲 |
| --- | --- | ---- | ---------- |
| 1.  | 「All in How Much We Give（オール・イン・ハウ・マッチ・ウイ・キヴ、VHS版では「あふれる愛」）」(ステファニー・ミルズ)              |      |            |
| 2.  | 「Friends to the End（いつも仲良し、陽気なコンビ）」(エド・ギルバート、デイビット・ランダー、リチャード・カインド、 デイナ・ヒル) |      |            |
| 3.  | 「What Do We Care (The Alley Cats' song)（ノラ猫ソング）」(レイモンド・マクロード、ミッキー・ムーア、スコット・ウォヤーン)        |      |            |
| 4.  | 「God's Little Creatures（動物バンザイ！）」(ヘンリー・ギブソン)                                                                  |      |            |
| 5.  | 「(Money is Such) A Beautiful Word（お金は命）」(シャーロット・レイ、 トニー・ジェイ)                                             |      |            |
| 6.  | 「I Miss You (Robyn's Song)（パパを思って）」(アンディ・マカフィー)                                                               |      |            |
| 7.  | 「I've Done It All（スターに乾杯）」(リップ・テイラー、ハワード・モリス)                                                          |      |            |
| 8.  | 「Theme from Tom and Jerry (Main title)（トムとジェリーのテーマ（メイン・タイトル））」                                           |      |            |
| 9.  | 「Homeless（ホームレス）」 |      |            |
| 10. | 「We Meet Robyn（ロビンとの出会い）」                                                                                             |      |            |
| 11. | 「Food Fight Polka（食い物争奪ポルカ）」                                                                                          |      |            |
| 12. | 「Meet Dr. Applecheek（トムとジェリー、アップルチーク博士のもとへ）」                                                             |      |            |
| 13. | 「Chase（ロビンたちを追え！）」                                                                                                   |      |            |
| 14. | 「Escape From The Fire（炎の中からの脱出）」                                                                                      |      |            |
| 15. | 「Finale (Friends to the End)（フィナーレ）」                                                                                     |      |            |
| 16. | 「Theme from Tom and Jerry (Pop version)（トムとジェリーのテーマ（ポップ・バァージョン））」                                      |      |            |

## 家庭用メディアでのリリース
この映画ははじめファミリー・ホーム・エンターテイメントによってVHSとレーザーディスクで1993年8月26日にリリースされた。それから1999年3月2日にVHSで再リリースされ、アメリカでは2002年3月26日に、ドイツでは2008年9月26日にはワーナー・ホーム・ビデオによってはじめてDVDがリリースされた。ファースト・インディペンデント・フィルムズからイギリスのVHSのリリースを受けたにもかかわらず、リージョン2のDVDは今のところまだ利用可能ではない。この映画は2020年7月1日にデジタルリマスターワイドスクリーン形式でHBO Maxで公開された。